# Acido acetrizoico
L'acido acetrizoico è un'ammina aromatica di formula C9H6I3NO3 (non fa parte dei nitrati, dato che nessuno dei tre ossigeni è legato all'azoto). 
Viene utilizzato come mezzo di contrasto per migliorare la visione ai raggi X dei tessuti. Iniziò a venire utilizzato nel 1950.